# Kasztel we Frydmanie
Kasztel we Frydmanie – renesansowy XVI. wieczny kasztel, położony we Frydmanie, na Polskim Spiszu.

## Historia
Historia frydmańskiego kasztelu rozpoczyna się w XIV. wieku, kiedy to na miejscu obecnego dworu z inicjatywy rodu Berzewiczych powstaje kwadratowa wieża strażnicza, mająca za zadanie ochroniać przebiegającą w tym miejscu granicę polsko-węgierską. W 1589 roku dobra frydmańskie i niedzickie nabywa od Olbrachta Łaskiego, węgierski magnat Jerzy Horvath z Palocsy, który w latach 1585–1590, dokonuje gruntownej przebudowy obiektu. W jej wyniku powstaje jednokondygnacyjna, renesansowa budowla obronna, przypominająca swoją formą XV. wieczne zamki włoskie. Dwór we Frydmanie stanowił w tym czasie letnią rezydencję Horvathów, a w jego pobliżu znajdowały się wybudowane przez Andrzeja Horvatha w 1820 roku piwnice, w których składowano wino sprowadzane z Węgier. Po śmierci ostatniego z rodu Horvathów w 1857 roku, kasztel staje się własnością Aladara Salamona. Nowy właściciel nie dba jednak o dwór i doprowadza go praktycznie do ruiny. W 1881 roku polski krajoznawca Bronisław Gustawicz, określił stan zabytku w następujący sposób:

„Zamek, wprawdzie jeszcze pod dachem, ale już opuszczony i na piętrze spustoszony smutnym jest pomnikiem niedbalstwa panów węgierskich.” – Bronisław Gustawicz

Kasztel przez pewien czas pełnił jeszcze funkcję serowni jednak już w 1910 roku zostaje odebrany za długi rodzinie Salamonów i sprzedany miejscowemu kapłanowi, księdzu Józefowi Noworolskiemu, który dokonuje przebudowy budynku. W jej wyniku obiekt traci swój renesansowy charakter – zniszone zostają attyki, kamienne obudowania okien, oryginalny dach zostaje zastąpiony czterospadowym, a alkierze zostają obudowane dziwacznymi, niepasującymi do bryły dworu chełmami. W takim stanie frydmański kasztel przetrwał do dziś. W okresie PRL-u w zdewastowanym dworze nadal mieszkali jego właściciele, a na parterze działała szkoła. Obecnie kasztel znajduje się w rękach spadkobierców księdza Noworolskiego i nie jest dostępny dla turystów.

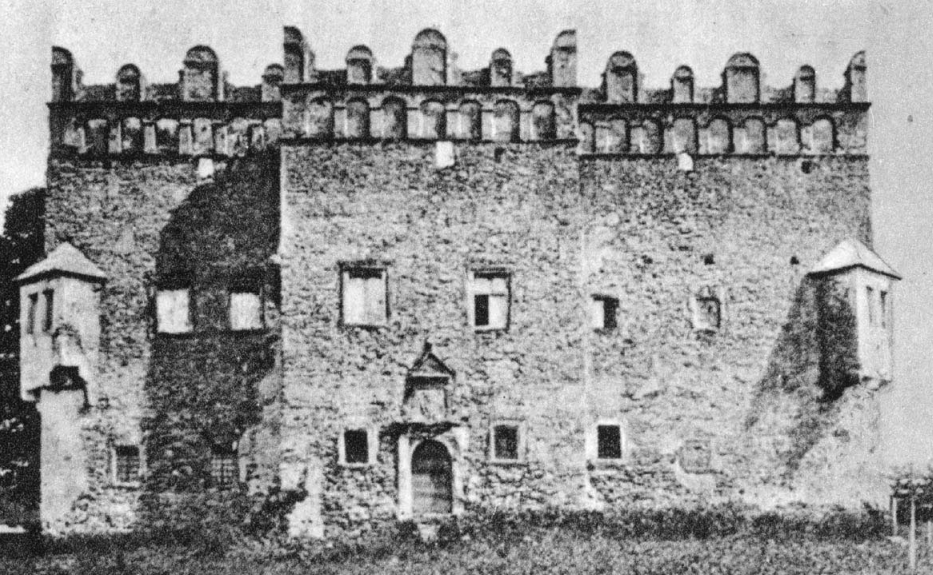
Kasztel we Frydmanie przed przebudową (1910 rok)[7].
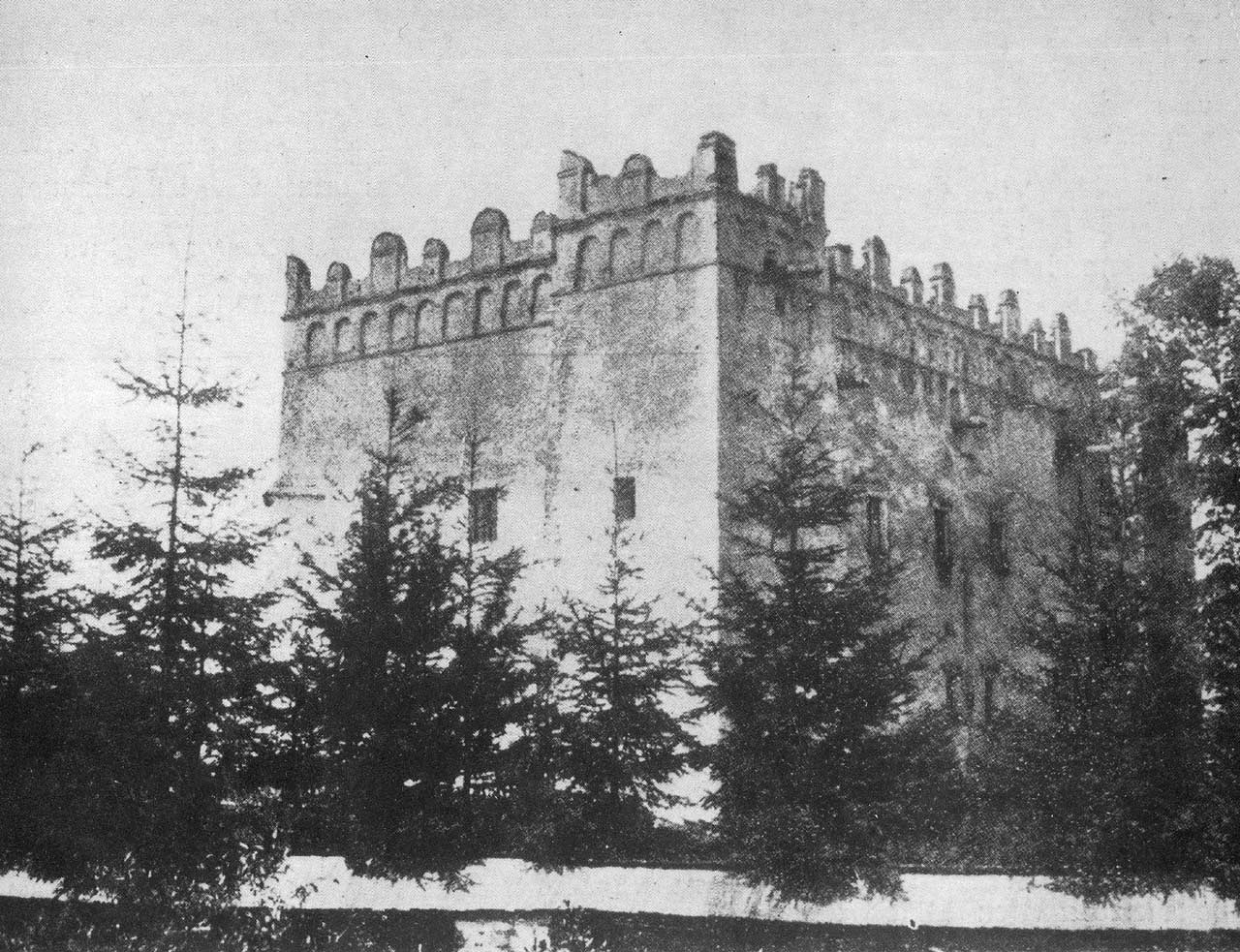
Kasztel we Frydmanie przed przebudową (1910 rok)[7].
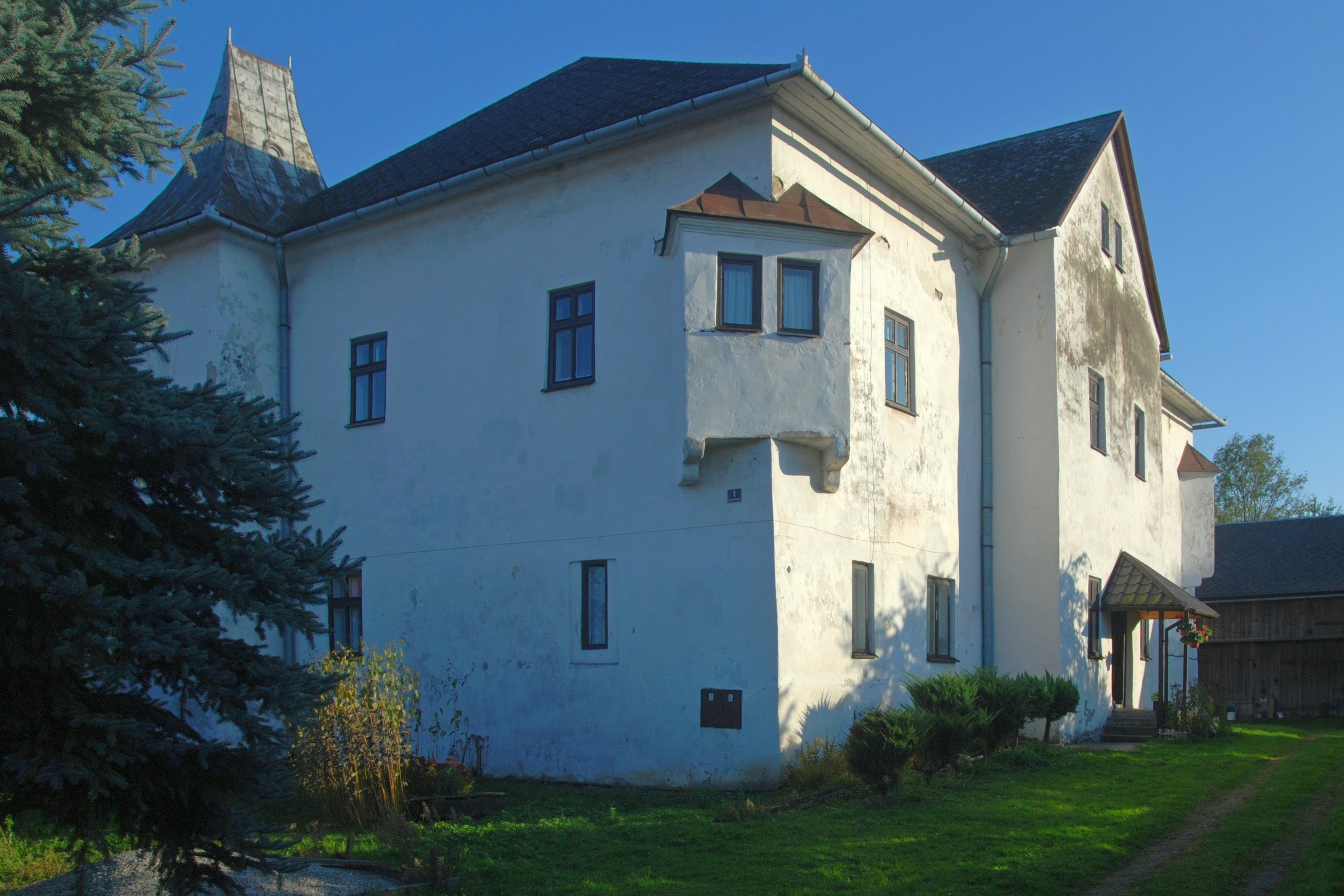
Dwór współcześnie
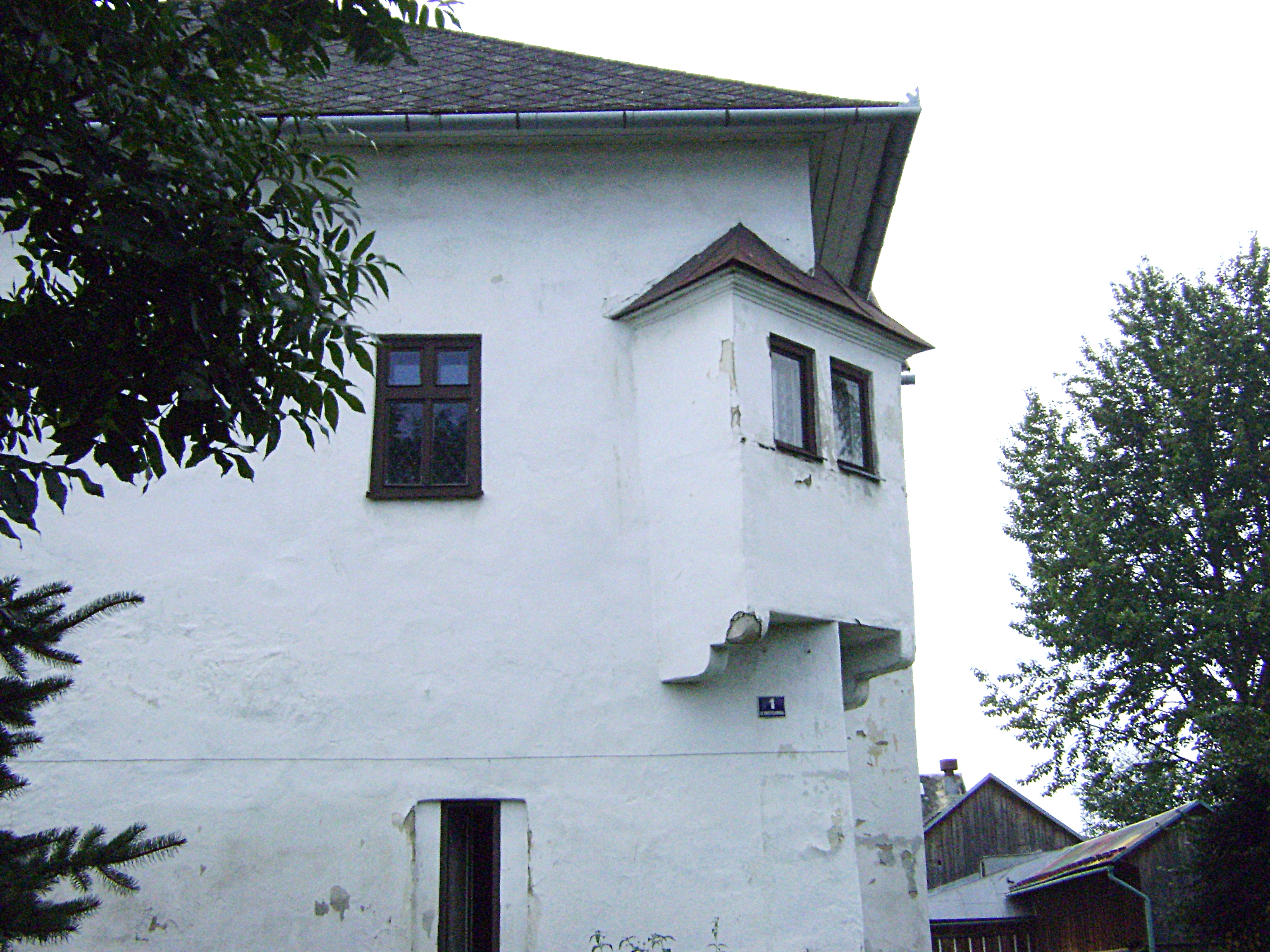
Alkierz
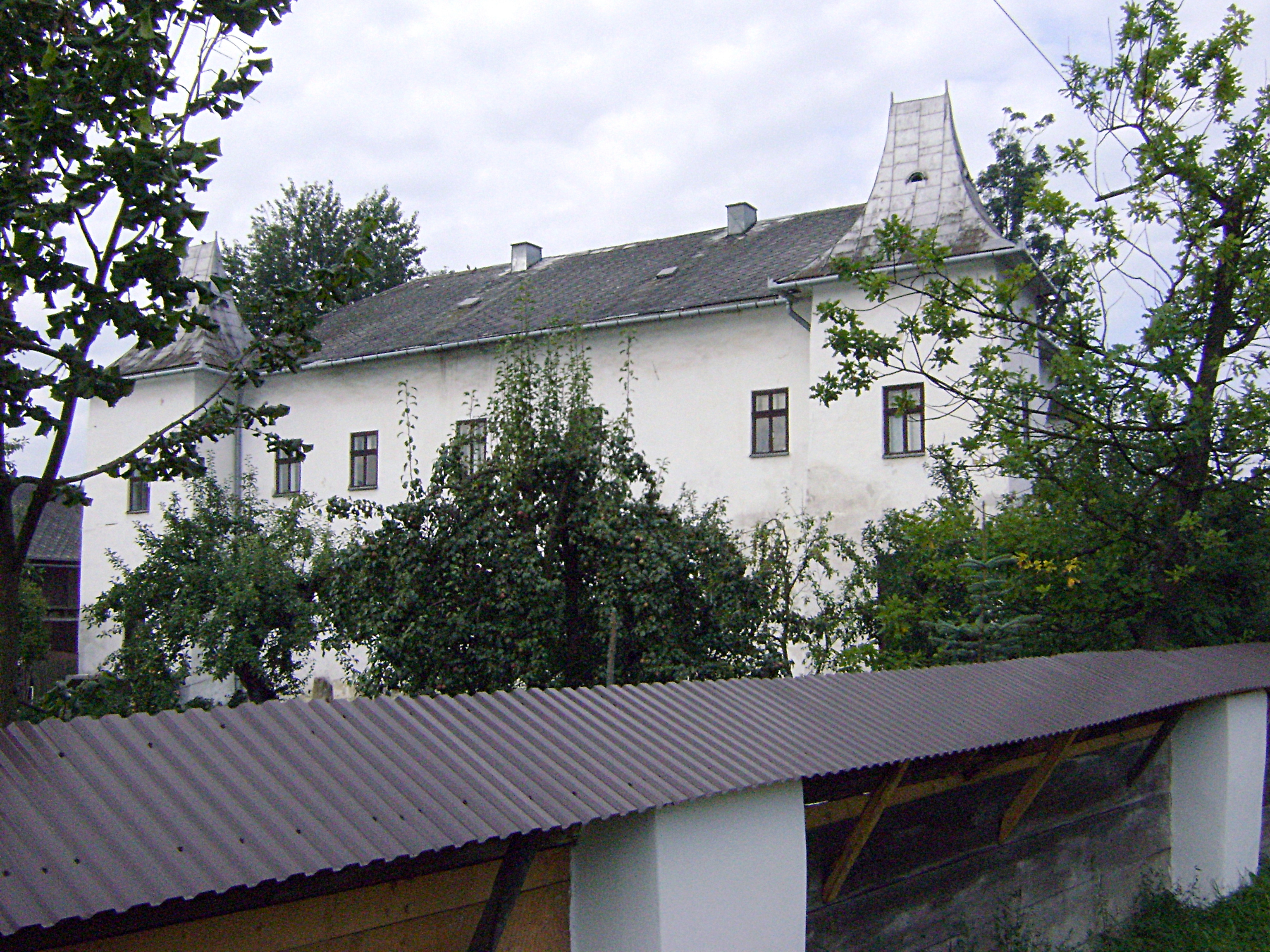